# Štefurov
Štefurov (in ungherese Istvánd) è un comune della Slovacchia facente parte del distretto di Svidník, nella regione di Prešov.